# 李熊标
李熊标（1921年～2015—；英文：Li Hsiung-piao），台湾石油化工业元老之一、企业家。浙江省鄞县人。

## 生平
生于浙江鄞县（今宁波市鄞州区）。1945年，毕业于国立浙江大学化学工程系。抗日战争胜利后，1946年由国民政府派驻台湾，负责回收管理日治台湾时期日本在台湾炼油设施。
后任职于于台湾高雄炼油厂。历任高雄炼油厂值班工程师、主任工程师。1973年，升任高雄炼油厂技术副厂长，后升任总厂长。曾大力引进扩充国外现代炼油设备，参与制订台湾石油化工生产发展计划，在台湾石化界颇具威望。

## 荣誉
- 1977年：荣获中国化学会第一届化学奖章，是当年奖章的唯一得主[2][4]。
- 1979年：获得台湾化学工程学会化學工程獎章[5]

## 代表著作
- 《石油工業英漢,漢英辭彙: 煉製篇》，作者：李熊標；中國石油學會 1999年出版；ISBN 9579805202，9789579805209